# Reinhold Bock
Reinhold Bock (Lebensdaten unbekannt) war ein deutscher Fußballspieler. Er erreichte mit zwei Berliner Vereinen insgesamt viermal – davon dreimal in Folge – das Endspiel um die Deutsche Meisterschaft und wurde zweimal Deutscher Meister.

## Karriere
Bock gehörte dem Berliner TuFC Union 92 als Stürmer an, für den er in den Spielzeiten 1904/05 und 1905/06 in den vom Verband Berliner Ballspielvereine durchgeführten Berliner Meisterschaften zum Einsatz kam und diese 1905 auch gewann. Infolgedessen war seine Mannschaft für die Endrunde um die Deutsche Meisterschaft berechtigt. Er bestritt das am 14. Mai 1905 in Magdeburg mit 4:1 gegen den FuCC Eintracht 1895 Braunschweig gewonnene Viertelfinale, in dem er ein Tor erzielte, und das am 4. Juni 1905 in Leipzig mit 5:2 gegen den Dresdner SC gewonnene Halbfinale. Auch im Finale am 11. Juni in Köln wirkte er als Abwehrspieler mit, als seine Mannschaft die des Karlsruher FV durch Tore von Alfred Wagenseil und Paul Herzog mit 2:0 besiegte. In der Folgesaison nahm seine Mannschaft als Titelverteidiger erneut an der Endrunde um die Deutsche Meisterschaft teil; in dieser wurde er jedoch nicht eingesetzt.
Der 1906 vollzogene Wechsel zum BTuFC Viktoria 89, dem er bis 1909 angehörte, bescherte ihm drei Berliner Meisterschaften und zwei Finalteilnahmen um die Deutscher Meisterschaft, von denen die im Jahr 1908 als Meister endete; insgesamt wurde er in acht Endrundenspielen eingesetzt.

## Erfolge
Berliner TuFC Union 92
- Berliner Meister 1905
- Deutscher Meister 1905

BTuFC Viktoria 89
- Berliner Meister 1907, 1908, 1909
- Zweiter der Deutschen Meisterschaft 1907, 1909
- Deutscher Meister 1908